# Championnat de Suisse de rugby à XV 2021-2022
Navigation
LNA 2019-2020 LNA 2022-2023
Le championnat de Suisse de rugby à XV 2021-2022 ou LNA 2021-2022 oppose les huit meilleures équipes suisses de Rugby à XV.

## Liste des équipes en compétition
| Genève PLO Nyon Lausanne UC Yverdon Stade Lausanne Hermance Zürich Avusy |

| Équipe                         | Entraineur(s) | Stade                                   | Capacité | Ville             |
| ------------------------------ | ------------- | --------------------------------------- | -------- | ----------------- |
| RC Avusy                       |               | Stade d'Athenaz                         | 0        | Avusy             |
| Rugby Club Yverdon             |               | Stade des Vuagères                      | 0        | Yverdon-les-Bains |
| RC Genève Plan-les-Ouates      |               | Centre Sportif des Cherpines            | 500      | Plan-les-Ouates   |
| Hermance Région RC             |               | Stade Marius Berthier                   | 500      | Chens-sur-Léman   |
| Stade Lausanne RC              |               | Centre sportif de Chavannes             | 0        | Lausanne          |
| Lausanne Université Club Rugby |               | Centre sportif universitaire de Dorigny | 0        | Lausanne          |
| Nyon RC                        |               | Centre sportif de Colovray              | 860      | Nyon              |
| Grasshopper Zürich             |               | Allmend Brunau                          | 0        | Zürich            |

## Résumé des résultats

### Classement de la phase régulière
| Rang | Club                      | J  | V  | N | D  | Pm  | Pe  | Diff | Pts |
| ---- | ------------------------- | -- | -- | - | -- | --- | --- | ---- | --- |
| 1    | RC Yverdon                | 14 | 13 | 0 | 1  | 363 | 200 | +163 | 54  |
| 2    | Grasshopper Zürich        | 14 | 8  | 1 | 5  | 428 | 276 | +152 | 44  |
| 3    | RC Genève Plan-les-Ouates | 14 | 7  | 0 | 7  | 305 | 256 | +49  | 38  |
| 4    | RC Avusy                  | 14 | 7  | 0 | 7  | 247 | 304 | -57  | 33  |
| 5    | Nyon RC                   | 14 | 7  | 0 | 7  | 365 | 325 | +40  | 32  |
| 6    | Stade Lausanne            | 14 | 5  | 1 | 8  | 290 | 328 | -38  | 28  |
| 7    | Hermance RRC              | 14 | 5  | 0 | 9  | 279 | 337 | -58  | 23  |
| 8    | Lausanne UC               | 14 | 3  | 0 | 11 | 202 | 453 | -251 | 15  |

|  | Qualifié pour les demi-finales (no 1, no 2, no 3, no 4). |
|  | Relégué (no 8).                                          |

Champion de LNB, le Rugby Lugano est promu en LNA pour la prochaine saison.

### Tableau synthétique des résultats
L'équipe qui reçoit est indiquée dans la colonne de gauche.	
| Clubs                     | AVU   | GEN   | HER   | SLA   | LUC   | NYO   | YVE   | ZUR   |
| ------------------------- | ----- | ----- | ----- | ----- | ----- | ----- | ----- | ----- |
| RC Avusy                  |       | 16-13 | 24-32 | 19-38 | 17-10 | 27-17 | 16-19 | 25-22 |
| RC Genève Plan-les-Ouates | 9-15  |       | 40-9  | 29-23 | 37-22 | 29-10 | 12-24 | 46-3  |
| Hermance Région RC        | 23-24 | 39-0  |       | 22-15 | 21-10 | 35-42 | 19-23 | 9-28  |
| Stade Lausanne RC         | 22-15 | 5-33  | 25-14 |       | 29-0  | 16-21 | 27-40 | 7-33  |
| Lausanne UC               | 0-30  | 17-14 | 11-26 | 37-22 |       | 12-53 | 12-53 | 14-36 |
| Nyon RC                   | 20-11 | 20-23 | 40-19 | 17-29 | 60-0  |       | 3-35  | 28-27 |
| Rugby Club Yverdon        | 18-8  | 13-10 | 25-11 | 19-3  | 0-30  | 32-15 |       | 28-13 |
| Grasshopper Zürich        | 61-0  | 40-10 | 30-0  | 29-29 | 55-27 | 30-19 | 21-34 |       |

|  | Victoire à domicile |  | Match nul |  | Défaite à domicile |

## Phase finale
Yverdon remporte son premier titre depuis 34 ans. 
|  | Demi-finales              | Demi-finales              |            |    | Finale | Finale |
|  | Demi-finales              | Demi-finales              |            |    | Finale | Finale |
|  |                           |                           |            |    |        |        |
|  |                           |                           |            |    |        |        |
|  |                           |                           |            |    |        |        |
|  | RC Yverdon                | 43                        |            |    |        |        |
|  | RC Yverdon                | 43                        |            |    |        |        |
|  | RC Avusy                  | 7                         |            |    |        |        |
|  | RC Avusy                  | 7                         | RC Yverdon | 37 |        |        |
|  |                           |                           | RC Yverdon | 37 |        |        |
|  |                           | RC Genève Plan-les-Ouates | 27         |    |        |        |
|  | Grasshopper Zürich        | RC Genève Plan-les-Ouates | 27         | 15 |        |        |
|  | Grasshopper Zürich        |                           |            | 15 |        |        |
|  | RC Genève Plan-les-Ouates | 16                        |            |    |        |        |
|  | RC Genève Plan-les-Ouates | 16                        |            |    |        |        |

### Résultats détaillés

#### Finale
| 18 juin 2022 17h30 | RC Yverdon | 37-27 (27-6) | RC Genève Plan-les-Ouates | Stade municipal, Yverdon-les-Bains 1 210 spectateurs |
| 18 juin 2022 17h30 | Essai(s) : Nganoa 2 (12e, 65e), Fortes (22e), Reksulak (34e) Transformation(s) : Girard 4 (12e, 22e, 34e, 65e) Pénalité(s) : Girard 3 (11e, 40e, 48e) Carton(s) jaune(s) : Ławski (en) (77e) Carton(s) rouge(s) : Pastor (57e) | Rapport      | Essai(s) : Chamand (70e), Wagner (73e), collectif (80e) Transformation(s) : Bel 2 (70e, 80e), Hirsch (73e) Pénalité(s) : Bel 2 (6e, 17e) Carton(s) jaune(s) : Hirsch (20e), Paquette (58e) | Stade municipal, Yverdon-les-Bains 1 210 spectateurs |
| 18 juin 2022 17h30 | | Rapport      | | Stade municipal, Yverdon-les-Bains 1 210 spectateurs |

| Titulaires Patryk Reksulak 15 Adrien Girard 14 Yves Nganoa 13 Stéphane Bolomier 12 Amaury Colin 11 Matthias Renaut 10 Blessing Motaung 9 Kacper Ławski (en) 8 Jonathan Dallet 7 Grégory Fortes 6 Geoffrey Grange 5 Jordan Marmier 4 Vincent Viennet 3 Thomas Hoquet 2 Dominic Gorman 1 Remplaçants Nicolas Chevrolet 16 Alexandre Pantillon 17 Wilson Bernal Martinez 18 Thomas Pastor 19 Théo Accérani 20 Axel Eternod 21 Marwin Scoliege 22 Yves Steiner 23 |  | Titulaires 15 Gaëtan Hirsch 14 Guido Scassellati Sforzolini 13 Carlos Quesada Jimenez 12 Alexandre Denans 11 Olivier Von der Weid 10 Léo Bel 9 Arthur Chambat 8 Jean-Baptiste Paquette 7 Florian Diller 6 Guillaume Roux 5 Kevin Courtial 4 Antoine Bichler 3 Matthieu Leroux 2 Romain Chamand 1 Aurélien Debarge Remplaçants 16 Vincent Piazza 17 Thomas Broux 18 Antoine Auvillain 19 Romain Girardot 20 Quentin Wagner 21 Marin Sublet-Van Kerckhoven 22 Ange-Loic Nouboussi Folefack 23 Kevyn Soulé |